# 摩気村
摩気村（まけむら）は、京都府船井郡にあった村。現在の南丹市園部町の南西部、園部川の中流域にあたる。

## 地理
- 山岳：高山、胎金寺山
- 河川：園部川、本梅川

## 歴史
- 1889年（明治22年）4月1日 - 町村制の施行により、宍人村、口司村、口人村、半田村、大西村、船阪村、下新江村、竹井村[1]の区域をもって発足。
- 1955年（昭和30年）4月20日 - 園部町・西本梅村と合併し、改めて園部町が発足。同日摩気村廃止。

## 出身者
- 樋口勇吉（1869-1938） - 摩気村大西出身の実業家。帽子製造で財を成し、苦学生を支援する奨学金財団「船井郡郷学社」を設立。奨学生に藤林益三などがいる[2]。